# 3864 Сорен
3864 Сорен (3864 Søren) — астероїд головного поясу, відкритий 6 грудня 1986 року.
Тіссеранів параметр щодо Юпітера — 3,393.